# Cuirieux
Cuirieux település Franciaországban, Aisne megyében. Lakosainak száma 154 fő (2022. január 1.). Cuirieux Autremencourt, Goudelancourt-lès-Pierrepont, Mâchecourt, La Neuville-Bosmont és Vesles-et-Caumont községekkel határos.

## Népesség
A település népességének változása:
| Lakosok száma | 147  | 131  | 142  | 159  | 161  | 159  | 157  | 156  | 156  | 154  |
|               | 1968 | 1982 | 1990 | 2006 | 2013 | 2015 | 2017 | 2019 | 2020 | 2022 |